# 隆巴尔 (杜省)
隆巴尔（法語：Lombard，法語發音：[lɔ̃baʁ]）是法国杜省的一个市镇，属于贝桑松区。

## 地理
隆巴尔（47°4'38"N, 5°51'13"E）面积5.92 平方千米，位于法国勃艮第-弗朗什-孔泰大區杜省，该省份为法国东部内陆省份，北起上索恩省，西接汝拉省，东部及东南部与瑞士接壤，东北部与贝尔福地区省接壤。
与隆巴尔接壤的市镇（或旧市镇、城区）包括：杜河畔比扬、佩桑、坎热、梅迈、布雷尔。

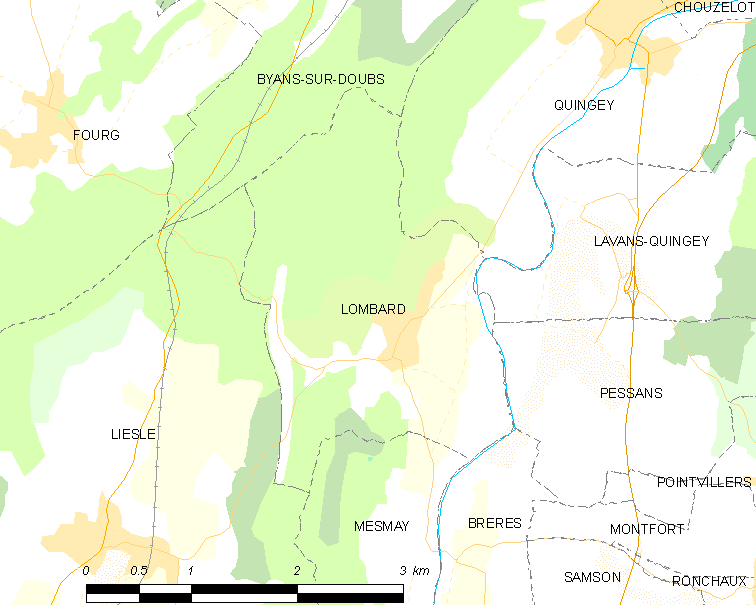
的OSM定位图

隆巴尔的时区为UTC+01:00、UTC+02:00（夏令时）。

## 行政
隆巴尔的邮政编码为25440，INSEE市镇编码为25340。

## 政治
隆巴尔所属的省级选区为圣维特县。

## 人口

1962-2008年间人口变化图示

隆巴尔于2022年1月1日时的人口数量为195人。